# Гоукс-Блаф
Гоукс-Блаф (англ. Hokes Bluff) — місто (англ. city) в США, в окрузі Етова штату Алабама. Населення — 4446 осіб (2020).

## Історія
Поселенці почали прибувати в район Гоукс-Блаф в 1840 році в більшіості з Південної та Північної Кароліни і Джорджії. У той час не було багатих плантаторів. Більшість людей були дрібними фермерами та лісорубами, яким належиали або невеликі земельні ділянки. Серед цих переселенців була людина на ім'я Даніель Гоук-молодший. Він приїхав близько 1850 р. і побудував торговий пост, магазин і кузню «Блаф» (укр. Скеля). У той час, назву було змінено на «Гоукс-Блаф».
Багато хто з поселенців під час Громадянської війни не приймав сторону ні Конфедерації ні Союзу, не бажаючи війни в цілому, але постраждали під час війни від пограбувань з обох сторін.
Місто Гоукс-Блаф було зареєстроване в 1946 році з населенням близько 1200 чоловік.
На початку 1949 року, була встановлена система водопостачання з резервуаром на 75 000 літрів і 54 гідрантів. До 1953 року в Гоукс-Блаф був проведений природний газ і до 1956 року, більше половини вулиць у межах міста були вимощені.
Місто в даний час розширює свою каналізаційну систему, яка зараз обслуговує близько 900 будинків.
На початку 1995 року два банки відкрили філії в Гоукс-Блаф.

## Географія
Гоукс-Блаф розташований за координатами 33°59′23″ пн. ш. 85°51′46″ зх. д. / 33.98972° пн. ш. 85.86278° зх. д. (33.989682, -85.862873).  За даними Бюро перепису населення США в 2010 році місто мало площу 31,36 км², з яких 30,93 км² — суходіл та 0,42 км² — водойми.

## Демографія
Згідно з переписом 2010 року, у місті мешкало 4286 осіб у 1747 домогосподарствах у складі 1287 родин. Густота населення становила 137 осіб/км².  Було 1846 помешкань (59/км²).
Расовий склад населення:
| - 98,5 % — білих - 0,4 % — азіатів - 0,3 % — чорних або афроамериканців - 0,1 % — корінних американців |

До двох чи більше рас належало 0,5 %. Частка іспаномовних становила 0,2 % від усіх жителів.
За віковим діапазоном населення розподілялося таким чином: 21,7 % — особи молодші 18 років, 60,9 % — особи у віці 18—64 років, 17,4 % — особи у віці 65 років та старші. Медіана віку мешканця становила 42,3 року. На 100 осіб жіночої статі у місті припадало 94,9 чоловіків;  на 100 жінок у віці від 18 років та старших — 92,2 чоловіків також старших 18 років.
Середній дохід на одне домашнє господарство  становив 56 623 долари США (медіана — 46 042), а середній дохід на одну сім'ю — 62 657 доларів (медіана — 51 077). Медіана доходів становила 50 745 доларів для чоловіків та 31 889 доларів для жінок. За межею бідності перебувало 13,7 % осіб, у тому числі 30,8 % дітей у віці до 18 років та 8,1 % осіб у віці 65 років та старших.
Цивільне працевлаштоване населення становило 2174 особи. Основні галузі зайнятості: освіта, охорона здоров'я та соціальна допомога — 34,7 %, виробництво — 14,8 %, будівництво — 14,0 %.